# 小行星19466
小行星19466（19466 Darcydiegel）是一颗绕太阳运转的小行星，为主小行星带小行星。该小行星于1998年4月发现。

## 轨道参数
小行星19466的轨道半长轴为2.7431925 UA，离心率为0.032。